# Stacey Dash
Stacey Lauretta Dash (New York, 20 januari 1967) is een Amerikaans actrice. Ze speelde onder meer in  The Cosby Show, The Fresh Prince of Bel-Air, CSI: Crime Scene Investigation en Clueless.

## Biografie
Dash werd geboren in het New Yorkse stadsdeel The Bronx. Ze is een nicht van Damon Dash, oud-bestuursvoorzitter en oprichter van Roc-A-Fella Records. Ze is van West-Indische en Azteekse afkomst.
Dash begon haar carrière als kindsterretje in Sesame Street. Daarna had ze onder andere optredens in The Cosby Show en The Fresh Prince of Bel-Air. Dash's eerste grote televisierol was in 1988 in de serie TV 101. Haar eerste grote filmrol was in de komedie Moving, eveneens uit 1988. Daarnaast had ze kleine rollen in Mo' Money en Renaissance Man.
In 1995 speelde Dash een femme fatale in de lowbudgetfilm Illegal in Blue. Haar grote doorbraak kwam datzelfde jaar met de film Clueless, waarin ze samen speelde met Alicia Silverstone en Brittany Murphy. In 1996 kreeg deze serie een spin-off televisieserie, eveneens Clueless genaamd, waarin Dash haar rol uit de film nogmaals vertolkte. Ze bleef de rol vertolken tot de serie in 1999 werd stopgezet.
Na Clueless speelde ze onder andere in View from the Top en kleinere films als Gang Of Roses en Getting Played. Tevens had ze gastrollen in televisieseries als Eve en CSI: Crime Scene Investigation.
Op 16 juli 1999 trouwde Dash met Brian Lovell. Samen kregen ze een kind: Lola (2003). Dash heeft eveneens een zoon, Austin, geboren in 1991.
In 2001 speelde Dash mee in een videoclip van Carl Thomas voor diens single "Emotional".
In 2004 speelde ze ook mee in een videoclip van Kanye West voor zijn single " All Falls down" 
In 2006 poseerde Stacey Dash voor de augustus-editie van het tijdschrift Playboy. Hetzelfde jaar speelde ze ook mee in een videoclip van Marques Houston, en lanceerde ze haar eigen lingerielijn genaamd “Letters of Marque”. Ze scheidde in 2006 ook van haar echtgenoot, Brian Lovell.
In 2007 voltooide ze de opnames voor I Could Never be Your Woman, Nora's Hair Salon II, Fashion Victim, Ghost Image en American Primitive. Datzelfde jaar trouwde ze met acteur Emmanuel Xuereb.
Voor 2008 heeft ze rollen in Phantom Punch, Secrets Of A Hollywood Nurse en Close Quarters.

## Filmografie
- Farrell of the People - Denise Grey (1982)
- The Cosby Show - Michelle (1985)
- Enemy Territory - Toni Briggs (1987)
- Moving - Casey Pear (1988)
- St. Elsewhere - Penny (1988)
- TV 101 - Monique (1988-1989)
- Tennessee - Minnie (1989)
- Mo' Money - Amber Evans (1992)
- The Fresh Prince of Bel-Air - Michelle Michaels (1994)
- Renaissance Man - Miranda Myers (1994)
- Clueless - Dionne (1995)
- Illegal in Blue - Kari Truitt (1995)
- Cold Around the Hart - Bec Rosenberg (1997)
- Clueless - Dionne Davenport (1996-1999)
- The Strip - Vanessa Weir (1999)
- Going to California - Janie (2001)
- Men, Woman & Dogs - Meg (2001)
- The Painting - Hallie Gillmore (2001)
- Crime Scene Investigation - Amy Young (2001)
- Paper Soldiers - Tamika (2002)
- View from the Top - Angela Samona (2003)
- Gang of Roses - Kim (2003)
- Ride or Die - Real Venus (2003)
- Eve - Corryn (2003)
- Lethal Eviction - Amanda (2005)
- Getting Played - Emily (2005)
- I Could Never Be Your Woman - Brianna (2007)
- Ghost Image - Alicia (2007)